# Interlands Jamaicaans voetbalelftal 2000-2009
Deze pagina toont een chronologisch en gedetailleerd overzicht van de interlands die het Jamaicaans voetbalelftal speelde in de periode 2000 – 2009.

## Interlands

### 2000
|                                                      |         |                                     |         |                                                                         |
| 14 januari Vriendschappelijk № ?? «onderlinge duels» | Jamaica | 0 – 2                               | Uruguay | Tianhe Stadion, Guangzhou Toeschouwers: 25.000 Scheidsrechter: onbekend |
| 14 januari Vriendschappelijk № ?? «onderlinge duels» |         | 11' Fernando Fajardo 74' Omar Pérez |         | Tianhe Stadion, Guangzhou Toeschouwers: 25.000 Scheidsrechter: onbekend |

|                                                      |                                         |       |                   |                                                                         |
| 16 januari Vriendschappelijk № ?? «onderlinge duels» | Jamaica                                 | 2 – 1 | Nieuw-Zeeland     | Tianhe Stadion, Guangzhou Toeschouwers: 15.000 Scheidsrechter: onbekend |
| 16 januari Vriendschappelijk № ?? «onderlinge duels» | Theodore Whitmore 11' Andy Williams 77' |       | 20' Simon Elliott | Tianhe Stadion, Guangzhou Toeschouwers: 15.000 Scheidsrechter: onbekend |

|                                                      |                 |       |         |  |
| 6 februari Vriendschappelijk № ?? «onderlinge duels» | Kaaimaneilanden | 0 – 0 | Jamaica |  |
| 6 februari Vriendschappelijk № ?? «onderlinge duels» |                 |       |         |  |

|                                                      |                 |                 |         |  |
| 9 februari Vriendschappelijk № ?? «onderlinge duels» | Kaaimaneilanden | 0 – 1           | Jamaica |  |
| 9 februari Vriendschappelijk № ?? «onderlinge duels» |                 | ??' Deon Burton |         |  |

| CONCACAF Gold Cup |
| ----------------- |

|                                                   |                      |       |         |                                                                            |
| 12 februari Gold Cup Groep A № «onderlinge duels» | Colombia             | 1 – 0 | Jamaica | Orange Bowl, Miami Toeschouwers: 49.451 Scheidsrechter: Felipe Ramos (MEX) |
| 12 februari Gold Cup Groep A № «onderlinge duels» | Gonzalo Martínez 15' |       |         | Orange Bowl, Miami Toeschouwers: 49.451 Scheidsrechter: Felipe Ramos (MEX) |

|                                                   |         |                                              |          |                                                                             |
| 14 februari Gold Cup Groep A № «onderlinge duels» | Jamaica | 0 – 2                                        | Honduras | Orange Bowl, Miami Toeschouwers: 23.795 Scheidsrechter: Mario Sánchez (CHI) |
| 14 februari Gold Cup Groep A № «onderlinge duels» |         | 51' (pen.) Carlos Pavón 86' Samuel Caballero |          | Orange Bowl, Miami Toeschouwers: 23.795 Scheidsrechter: Mario Sánchez (CHI) |

|  |  |  |  |  |  |  |  |  |

|                                                  |         |                   |        |                                                                                       |
| 14 mei Vriendschappelijk № ?? «onderlinge duels» | Jamaica | 0 – 1             | Panama | Jarrett Park, Montego Bay Toeschouwers: onbekend Scheidsrechter: Ramesh Ramhdan (TRI) |
| 14 mei Vriendschappelijk № ?? «onderlinge duels» |         | 34' Roberto Brown |        | Jarrett Park, Montego Bay Toeschouwers: onbekend Scheidsrechter: Ramesh Ramhdan (TRI) |

|                                                  |         |       |          |                             |
| 17 mei Vriendschappelijk № ?? «onderlinge duels» | Jamaica | 0 – 0 | Roemenië | Independence Park, Kingston |
| 17 mei Vriendschappelijk № ?? «onderlinge duels» |         |       |          | Independence Park, Kingston |

|                                                  |                                                               |       |         |                                                                                       |
| 27 mei Vriendschappelijk № ?? «onderlinge duels» | Colombia                                                      | 3 – 0 | Jamaica | Giants Stadium, East Rutherford Toeschouwers: 41.609 Scheidsrechter: Brian Hall (USA) |
| 27 mei Vriendschappelijk № ?? «onderlinge duels» | Jairo Castillo 31' Alexander Viveros 75' Héctor Hurtado 90+1' |       |         | Giants Stadium, East Rutherford Toeschouwers: 41.609 Scheidsrechter: Brian Hall (USA) |

|                                                  |                     |       |         |                                                                      |
| 4 juni Vriendschappelijk № ?? «onderlinge duels» | Marokko             | 1 – 0 | Jamaica | Stade Mohammed V, Rabat Toeschouwers: 4.000 Scheidsrechter: onbekend |
| 4 juni Vriendschappelijk № ?? «onderlinge duels» | Hicham Zerouali 61' |       |         | Stade Mohammed V, Rabat Toeschouwers: 4.000 Scheidsrechter: onbekend |

|                                                  |                                                                 |       |         |                                                                                             |
| 6 juni Vriendschappelijk № ?? «onderlinge duels» | Japan                                                           | 4 – 0 | Jamaica | Stade Mohammed V, Casablanca Toeschouwers: 10.000 Scheidsrechter: Sidi Békaye Magassa (MLI) |
| 6 juni Vriendschappelijk № ?? «onderlinge duels» | Shoji Jo 47' Shoji Jo 60' Atsuhiro Miura 66' Atsuhiro Miura 79' |       |         | Stade Mohammed V, Casablanca Toeschouwers: 10.000 Scheidsrechter: Sidi Békaye Magassa (MLI) |

|                                                  |                     |       |                  |                                                                           |
| 2 juli Vriendschappelijk № ?? «onderlinge duels» | Jamaica             | 1 – 1 | Cuba             | Independence Park, Kingston Toeschouwers: 13.000 Scheidsrechter: onbekend |
| 2 juli Vriendschappelijk № ?? «onderlinge duels» | Fitzroy Simpson 62' |       | 43' Sergei Prado | Independence Park, Kingston Toeschouwers: 13.000 Scheidsrechter: onbekend |

|                                                  |                                                                                         |       |          |                                                                           |
| 5 juli Vriendschappelijk № ?? «onderlinge duels» | Jamaica                                                                                 | 5 – 0 | Barbados | Independence Park, Kingston Toeschouwers: 18.000 Scheidsrechter: onbekend |
| 5 juli Vriendschappelijk № ?? «onderlinge duels» | Jermaine Johnson 6' Onandi Lowe 26' Onandi Lowe 65' Walter Boyd 70' Tyrone Marshall 83' |       |          | Independence Park, Kingston Toeschouwers: 18.000 Scheidsrechter: onbekend |

|                                                  |                                  |       |                                                                      |                                                                                      |
| 8 juli Vriendschappelijk № ?? «onderlinge duels» | Trinidad en T.                   | 2 – 4 | Jamaica                                                              | Haseley Crawford Stadium, Port of Spain Toeschouwers: 4.000 Scheidsrechter: onbekend |
| 8 juli Vriendschappelijk № ?? «onderlinge duels» | Dwight Yorke 4' Dwight Yorke 68' |       | 10' Onandi Lowe 12' Onandi Lowe 51' Jermaine Johnson 89' Onandi Lowe | Haseley Crawford Stadium, Port of Spain Toeschouwers: 4.000 Scheidsrechter: onbekend |

|                                                 |                                |                 |         |                                                                                           |
| 16 juli WK-kwalificatie № ?? «onderlinge duels» | Saint Vincent en de Grenadines | 0 – 1           | Jamaica | Arnos Vale Sports Complex, Kingstown Toeschouwers: 7.000 Scheidsrechter: Noel Bynoe (TRI) |
| 16 juli WK-kwalificatie № ?? «onderlinge duels» |                                | 23' Onandi Lowe |         | Arnos Vale Sports Complex, Kingstown Toeschouwers: 7.000 Scheidsrechter: Noel Bynoe (TRI) |

|                                                 |                                                       |       |                      |                                                                                        |
| 23 juli WK-kwalificatie № ?? «onderlinge duels» | Jamaica                                               | 3 – 1 | Honduras             | Independence Park, Kingston Toeschouwers: 15.500 Scheidsrechter: Timothy Weyland (USA) |
| 23 juli WK-kwalificatie № ?? «onderlinge duels» | Theodore Whitmore 38' Onandi Lowe 68' Deon Burton 71' |       | 2' Francisco Ramírez | Independence Park, Kingston Toeschouwers: 15.500 Scheidsrechter: Timothy Weyland (USA) |

|                                                     |                 |       |             |                                                                                           |
| 16 augustus WK-kwalificatie № ?? «onderlinge duels» | Jamaica         | 1 – 0 | El Salvador | Independence Park, Kingston Toeschouwers: 20.000 Scheidsrechter: Edgar Rangel Pérez (MEX) |
| 16 augustus WK-kwalificatie № ?? «onderlinge duels» | Onandi Lowe 34' |       |             | Independence Park, Kingston Toeschouwers: 20.000 Scheidsrechter: Edgar Rangel Pérez (MEX) |

|                                                       |                 |       |         |  |
| 27 augustus Vriendschappelijk № ?? «onderlinge duels» | Kaaimaneilanden | 0 – 6 | Jamaica |  |
| 27 augustus Vriendschappelijk № ?? «onderlinge duels» |                 |       |         |  |

|                                                     |                                     |       |                                |                                                                                       |
| 3 september WK-kwalificatie № ?? «onderlinge duels» | Jamaica                             | 2 – 0 | Saint Vincent en de Grenadines | Independence Park, Kingston Toeschouwers: 30.000 Scheidsrechter: Ramesh Ramdhan (TRI) |
| 3 september WK-kwalificatie № ?? «onderlinge duels» | Andrew Williams 44' Onandi Lowe 46' |       |                                | Independence Park, Kingston Toeschouwers: 30.000 Scheidsrechter: Ramesh Ramdhan (TRI) |

|                                                   |                     |       |         |                                                                                             |
| 8 oktober WK-kwalificatie № ?? «onderlinge duels» | Honduras            | 1 – 0 | Jamaica | Estadio Nacional, Tegucigalpa Toeschouwers: 35.000 Scheidsrechter: Ricardo Valenzuela (USA) |
| 8 oktober WK-kwalificatie № ?? «onderlinge duels» | Danilio Turcios 88' |       |         | Estadio Nacional, Tegucigalpa Toeschouwers: 35.000 Scheidsrechter: Ricardo Valenzuela (USA) |

|                                                     |                                           |       |         |                                                                                      |
| 15 november WK-kwalificatie № ?? «onderlinge duels» | El Salvador                               | 2 – 0 | Jamaica | Estadio Cuscatlán, San Salvador Toeschouwers: 3.000 Scheidsrechter: Ali Saheli (USA) |
| 15 november WK-kwalificatie № ?? «onderlinge duels» | Juan Carlos López 17' Jorge Rodríguez 24' |       |         | Estadio Cuscatlán, San Salvador Toeschouwers: 3.000 Scheidsrechter: Ali Saheli (USA) |

### 2001
|                                                   |                                                     |       |         |                                                                          |
| 26 januari Vriendschappelijk № «onderlinge duels» | Jamaica                                             | 3 – 0 | Bolivia | Orange Bowl, Miami Toeschouwers: 9.000 Scheidsrechter: Kevin Terry (USA) |
| 26 januari Vriendschappelijk № «onderlinge duels» | Onandi Lowe 31' Deon Burton 59' Andrew Williams 75' |       |         | Orange Bowl, Miami Toeschouwers: 9.000 Scheidsrechter: Kevin Terry (USA) |

|                                                      |         |       |           |                                                                 |
| 28 januari Vriendschappelijk № ?? «onderlinge duels» | Jamaica | 0 – 0 | Bulgarije | Independence Park, Kingston Scheidsrechter: Carlos Batres (GUA) |
| 28 januari Vriendschappelijk № ?? «onderlinge duels» |         |       |           | Independence Park, Kingston Scheidsrechter: Carlos Batres (GUA) |

|                                                     |                     |       |                |                                                                                      |
| 28 februari WK-kwalificatie № ?? «onderlinge duels» | Jamaica             | 1 – 0 | Trinidad en T. | Independence Park, Kingston Toeschouwers: 34.000 Scheidsrechter: Carlos Batres (GUA) |
| 28 februari WK-kwalificatie № ?? «onderlinge duels» | Tyrone Marshall 16' |       |                | Independence Park, Kingston Toeschouwers: 34.000 Scheidsrechter: Carlos Batres (GUA) |

|                                                  |        |       |         |  |
| 25 maart WK-kwalificatie № ?? «onderlinge duels» | Mexico | 4 – 0 | Jamaica |  |
| 25 maart WK-kwalificatie № ?? «onderlinge duels» |        |       |         |  |

|                                                  |         |       |          |  |
| 25 april WK-kwalificatie № ?? «onderlinge duels» | Jamaica | 1 – 1 | Honduras |  |
| 25 april WK-kwalificatie № ?? «onderlinge duels» |         |       |          |  |

|                                              |            |                     |         |                                                                                     |
| 15 mei Carribean Cup № ?? «onderlinge duels» | Martinique | 0 – 1               | Jamaica | Larry Gomes Stadium, Malabar Toeschouwers: 6.000 Scheidsrechter: Roger Gurley (SVG) |
| 15 mei Carribean Cup № ?? «onderlinge duels» |            | 60' Andrew Williams |         | Larry Gomes Stadium, Malabar Toeschouwers: 6.000 Scheidsrechter: Roger Gurley (SVG) |

|                                              |                |       |         |  |
| 17 mei Carribean Cup № ?? «onderlinge duels» | Trinidad en T. | 2 – 1 | Jamaica |  |
| 17 mei Carribean Cup № ?? «onderlinge duels» |                |       |         |  |

|                                              |         |       |          |  |
| 19 mei Carribean Cup № ?? «onderlinge duels» | Jamaica | 2 – 1 | Barbados |  |
| 19 mei Carribean Cup № ?? «onderlinge duels» |         |       |          |  |

|                                                   |         |       |      |  |
| 10 juni Vriendschappelijk № ?? «onderlinge duels» | Jamaica | 4 – 1 | Cuba |  |
| 10 juni Vriendschappelijk № ?? «onderlinge duels» |         |       |      |  |

|                                                 |         |       |                  |                                                                                      |
| 16 juni WK-kwalificatie № ?? «onderlinge duels» | Jamaica | 0 – 0 | Verenigde Staten | Independence Park, Kingston Toeschouwers: 35.000 Scheidsrechter: Ubaldo Aquino (PAR) |
| 16 juni WK-kwalificatie № ?? «onderlinge duels» |         |       |                  | Independence Park, Kingston Toeschouwers: 35.000 Scheidsrechter: Ubaldo Aquino (PAR) |

|                                                 |            |       |         |  |
| 20 juni WK-kwalificatie № ?? «onderlinge duels» | Costa Rica | 2 – 1 | Jamaica |  |
| 20 juni WK-kwalificatie № ?? «onderlinge duels» |            |       |         |  |

|                                                 |                |       |         |  |
| 30 juni WK-kwalificatie № ?? «onderlinge duels» | Trinidad en T. | 1 – 2 | Jamaica |  |
| 30 juni WK-kwalificatie № ?? «onderlinge duels» |                |       |         |  |

|                                                   |      |       |         |  |
| 20 juli Vriendschappelijk № ?? «onderlinge duels» | Cuba | 0 – 0 | Jamaica |  |
| 20 juli Vriendschappelijk № ?? «onderlinge duels» |      |       |         |  |

|                                                   |            |       |         |                                 |
| 27 juli St Kitts Festival № ?? «onderlinge duels» | Martinique | 0 – 0 | Jamaica | Warner Park Stadium, Basseterre |
| 27 juli St Kitts Festival № ?? «onderlinge duels» |            |       |         | Warner Park Stadium, Basseterre |

|                                                   |                      |       |         |                                                                        |
| 30 juli St Kitts Festival № ?? «onderlinge duels» | Saint Kitts en Nevis | 0 – 0 | Jamaica | Warner Park Stadium, Basseterre Scheidsrechter: Franklin Dorsett (SKN) |
| 30 juli St Kitts Festival № ?? «onderlinge duels» |                      |       |         | Warner Park Stadium, Basseterre Scheidsrechter: Franklin Dorsett (SKN) |

|                                                      |         |       |         |  |
| 1 augustus Vriendschappelijk № ?? «onderlinge duels» | Grenada | 2 – 0 | Jamaica |  |
| 1 augustus Vriendschappelijk № ?? «onderlinge duels» |         |       |         |  |

|                                                     |         |       |        |  |
| 2 september WK-kwalificatie № ?? «onderlinge duels» | Jamaica | 1 – 2 | Mexico |  |
| 2 september WK-kwalificatie № ?? «onderlinge duels» |         |       |        |  |

|                                                     |          |       |         |  |
| 5 september WK-kwalificatie № ?? «onderlinge duels» | Honduras | 1 – 0 | Jamaica |  |
| 5 september WK-kwalificatie № ?? «onderlinge duels» |          |       |         |  |

|                                                   |                  |       |         |  |
| 6 oktober WK-kwalificatie № ?? «onderlinge duels» | Verenigde Staten | 2 – 1 | Jamaica |  |
| 6 oktober WK-kwalificatie № ?? «onderlinge duels» |                  |       |         |  |

|                                                     |         |       |            |  |
| 11 november WK-kwalificatie № ?? «onderlinge duels» | Jamaica | 0 – 1 | Costa Rica |  |
| 11 november WK-kwalificatie № ?? «onderlinge duels» |         |       |            |  |

### 2002
|                                                  |                  |       |         |  |
| 16 mei Vriendschappelijk № ?? «onderlinge duels» | Verenigde Staten | 5 – 0 | Jamaica |  |
| 16 mei Vriendschappelijk № ?? «onderlinge duels» |                  |       |         |  |

|                                          |         |       |         |  |
| 18 mei Unity Cup № ?? «onderlinge duels» | Nigeria | 1 – 0 | Jamaica |  |
| 18 mei Unity Cup № ?? «onderlinge duels» |         |       |         |  |

|                                                      |         |       |         |  |
| 2 augustus Vriendschappelijk № ?? «onderlinge duels» | Grenada | 0 – 1 | Jamaica |  |
| 2 augustus Vriendschappelijk № ?? «onderlinge duels» |         |       |         |  |

|                                                       |             |       |         |  |
| 11 augustus Vriendschappelijk № ?? «onderlinge duels» | Saint Lucia | 1 – 3 | Jamaica |  |
| 11 augustus Vriendschappelijk № ?? «onderlinge duels» |             |       |         |  |

|                                                       |       |                                                                  |         |                                                                                |
| 29 augustus Vriendschappelijk № ?? «onderlinge duels» | India | 0 – 3                                                            | Jamaica | Vicarage Road, Watford Toeschouwers: 2.000 Scheidsrechter: Steve Bennett (ENG) |
| 29 augustus Vriendschappelijk № ?? «onderlinge duels» |       | 34' Jermaine Anderson 72' (pen.) Aaron Lawrence 86' Ian Goodison |         | Vicarage Road, Watford Toeschouwers: 2.000 Scheidsrechter: Steve Bennett (ENG) |

|                                                       |       |       |         |                                                                                      |
| 1 september Vriendschappelijk № ?? «onderlinge duels» | India | 0 – 0 | Jamaica | Molineux Stadium, Wolverhampton Toeschouwers: 4.000 Scheidsrechter: Mike Riley (ENG) |
| 1 september Vriendschappelijk № ?? «onderlinge duels» |       |       |         | Molineux Stadium, Wolverhampton Toeschouwers: 4.000 Scheidsrechter: Mike Riley (ENG) |

|                                                      |       |       |         |  |
| 16 oktober Vriendschappelijk № ?? «onderlinge duels» | Japan | 1 – 1 | Jamaica |  |
| 16 oktober Vriendschappelijk № ?? «onderlinge duels» |       |       |         |  |

|                                                      |           |       |         |  |
| 31 oktober Vriendschappelijk № ?? «onderlinge duels» | Guatemala | 1 – 1 | Jamaica |  |
| 31 oktober Vriendschappelijk № ?? «onderlinge duels» |           |       |         |  |

|                                                          |         |       |          |  |
| 9 november Kwalificatie Gold Cup № ?? «onderlinge duels» | Jamaica | 1 – 1 | Barbados |  |
| 9 november Kwalificatie Gold Cup № ?? «onderlinge duels» |         |       |          |  |

|                                                           |            |       |         |  |
| 11 november Kwalificatie Gold Cup № ?? «onderlinge duels» | Guadeloupe | 0 – 2 | Jamaica |  |
| 11 november Kwalificatie Gold Cup № ?? «onderlinge duels» |            |       |         |  |

|                                                           |         |       |         |  |
| 13 november Kwalificatie Gold Cup № ?? «onderlinge duels» | Grenada | 1 – 4 | Jamaica |  |
| 13 november Kwalificatie Gold Cup № ?? «onderlinge duels» |         |       |         |  |

|                                                       |         |       |         |  |
| 20 november Vriendschappelijk № ?? «onderlinge duels» | Nigeria | 0 – 0 | Jamaica |  |
| 20 november Vriendschappelijk № ?? «onderlinge duels» |         |       |         |  |

### 2003
|                                                      |          |       |         |  |
| 12 januari Vriendschappelijk № ?? «onderlinge duels» | Barbados | 1 – 0 | Jamaica |  |
| 12 januari Vriendschappelijk № ?? «onderlinge duels» |          |       |         |  |

|                                                       |         |       |                  |  |
| 12 februari Vriendschappelijk № ?? «onderlinge duels» | Jamaica | 1 – 2 | Verenigde Staten |  |
| 12 februari Vriendschappelijk № ?? «onderlinge duels» |         |       |                  |  |

|                                                    |      |       |         |  |
| 11 maart Vriendschappelijk № ?? «onderlinge duels» | Cuba | 0 – 0 | Jamaica |  |
| 11 maart Vriendschappelijk № ?? «onderlinge duels» |      |       |         |  |

|                                                    |      |       |         |  |
| 13 maart Vriendschappelijk № ?? «onderlinge duels» | Cuba | 1 – 0 | Jamaica |  |
| 13 maart Vriendschappelijk № ?? «onderlinge duels» |      |       |         |  |

|                                                    |         |       |          |  |
| 23 maart Vriendschappelijk № ?? «onderlinge duels» | Jamaica | 2 – 1 | Barbados |  |
| 23 maart Vriendschappelijk № ?? «onderlinge duels» |         |       |          |  |

|                                                        |         |       |             |  |
| 26 maart Kwalificatie Gold Cup № ?? «onderlinge duels» | Jamaica | 5 – 0 | Saint Lucia |  |
| 26 maart Kwalificatie Gold Cup № ?? «onderlinge duels» |         |       |             |  |

|                                                        |         |       |            |  |
| 28 maart Kwalificatie Gold Cup № ?? «onderlinge duels» | Jamaica | 2 – 2 | Martinique |  |
| 28 maart Kwalificatie Gold Cup № ?? «onderlinge duels» |         |       |            |  |

|                                                        |         |       |       |  |
| 30 maart Kwalificatie Gold Cup № ?? «onderlinge duels» | Jamaica | 3 – 0 | Haïti |  |
| 30 maart Kwalificatie Gold Cup № ?? «onderlinge duels» |         |       |       |  |

|                                                   |           |       |         |  |
| 2 april Vriendschappelijk № ?? «onderlinge duels» | Venezuela | 2 – 0 | Jamaica |  |
| 2 april Vriendschappelijk № ?? «onderlinge duels» |           |       |         |  |

|                                                    |             |       |         |  |
| 30 april Vriendschappelijk № ?? «onderlinge duels» | Zuid-Afrika | 0 – 0 | Jamaica |  |
| 30 april Vriendschappelijk № ?? «onderlinge duels» |             |       |         |  |

|                                                  |         |       |         |  |
| 25 mei Vriendschappelijk № ?? «onderlinge duels» | Jamaica | 3 – 2 | Nigeria |  |
| 25 mei Vriendschappelijk № ?? «onderlinge duels» |         |       |         |  |

|                                                  |         |       |      |  |
| 6 juli Vriendschappelijk № ?? «onderlinge duels» | Jamaica | 1 – 2 | Cuba |  |
| 6 juli Vriendschappelijk № ?? «onderlinge duels» |         |       |      |  |

|                                                  |         |       |          |  |
| 9 juli Vriendschappelijk № ?? «onderlinge duels» | Jamaica | 2 – 0 | Paraguay |  |
| 9 juli Vriendschappelijk № ?? «onderlinge duels» |         |       |          |  |

| CONCACAF Gold Cup |
| ----------------- |

|                                               |                  |       |         |                                                                           |
| 13 juli Gold Cup Groep B № «onderlinge duels» | Colombia         | 1 – 0 | Jamaica | Orange Bowl, Miami Toeschouwers: 15.423 Scheidsrechter: Kevin Stott (USA) |
| 13 juli Gold Cup Groep B № «onderlinge duels» | Jairo Patiño 43' |       |         | Orange Bowl, Miami Toeschouwers: 15.423 Scheidsrechter: Kevin Stott (USA) |

|                                               |           |                                          |         |                                                                           |
| 15 juli Gold Cup Groep B № «onderlinge duels» | Guatemala | 0 – 2                                    | Jamaica | Orange Bowl, Miami Toeschouwers: 10.323 Scheidsrechter: José Pineda (HON) |
| 15 juli Gold Cup Groep B № «onderlinge duels» |           | 30' Onandi Lowe 71' (pen.) Andy Williams |         | Orange Bowl, Miami Toeschouwers: 10.323 Scheidsrechter: José Pineda (HON) |

|                                                   |                                                                                                |       |         |                                                                                          |
| 20 juli Gold Cup Kwartfinale № «onderlinge duels» | Mexico                                                                                         | 5 – 0 | Jamaica | Azteken Stadion, Mexico-Stad Toeschouwers: 10.000 Scheidsrechter: Mauricio Navarro (CAN) |
| 20 juli Gold Cup Kwartfinale № «onderlinge duels» | Omar Bravo 38' Rafael García 42' Daniel Osorno 55' Jared Borgetti 61' Juan Pablo Rodríguez 83' |       |         | Azteken Stadion, Mexico-Stad Toeschouwers: 10.000 Scheidsrechter: Mauricio Navarro (CAN) |

|  |  |  |  |  |  |  |  |  |

|                                                       |           |       |         |  |
| 7 september Vriendschappelijk № ?? «onderlinge duels» | Australië | 2 – 1 | Jamaica |  |
| 7 september Vriendschappelijk № ?? «onderlinge duels» |           |       |         |  |

|                                                      |          |       |         |  |
| 12 oktober Vriendschappelijk № ?? «onderlinge duels» | Brazilië | 1 – 0 | Jamaica |  |
| 12 oktober Vriendschappelijk № ?? «onderlinge duels» |          |       |         |  |

|                                                       |         |       |             |  |
| 16 november Vriendschappelijk № ?? «onderlinge duels» | Jamaica | 3 – 0 | El Salvador |  |
| 16 november Vriendschappelijk № ?? «onderlinge duels» |         |       |             |  |

### 2004
|                                                              |                                      |       |         |                                                                                   |
| 18 februari Vriendschappelijk № «onderlinge duels» 20:00 uur | Jamaica                              | 2 – 0 | Uruguay | Nationaal Stadion, Kingston Toeschouwers: 42.131 Scheidsrechter: Ted Gordon (T&T) |
| 18 februari Vriendschappelijk № «onderlinge duels» 20:00 uur | Onandi Lowe 10' Jermaine Johnson 81' |       |         | Nationaal Stadion, Kingston Toeschouwers: 42.131 Scheidsrechter: Ted Gordon (T&T) |

|                                                    |         |       |          |  |
| 31 maart Vriendschappelijk № ?? «onderlinge duels» | Jamaica | 2 – 2 | Honduras |  |
| 31 maart Vriendschappelijk № ?? «onderlinge duels» |         |       |          |  |

|                                                    |         |       |           |  |
| 28 april Vriendschappelijk № ?? «onderlinge duels» | Jamaica | 2 – 1 | Venezuela |  |
| 28 april Vriendschappelijk № ?? «onderlinge duels» |         |       |           |  |

|                                          |         |       |         |  |
| 31 mei Unity Cup № ?? «onderlinge duels» | Nigeria | 2 – 0 | Jamaica |  |
| 31 mei Unity Cup № ?? «onderlinge duels» |         |       |         |  |

|                                       |                    |       |         |                                                                         |
| 2 juni Unity Cup № «onderlinge duels» | Ierland            | 1 – 0 | Jamaica | The Valley, Londen Toeschouwers: 6.155 Scheidsrechter: Rob Styles (ENG) |
| 2 juni Unity Cup № «onderlinge duels» | Graham Barrett 26' |       |         | The Valley, Londen Toeschouwers: 6.155 Scheidsrechter: Rob Styles (ENG) |

|                                                 |       |       |         |  |
| 12 juni WK-kwalificatie № ?? «onderlinge duels» | Haïti | 1 – 1 | Jamaica |  |
| 12 juni WK-kwalificatie № ?? «onderlinge duels» |       |       |         |  |

|                                                 |         |       |       |  |
| 20 juni WK-kwalificatie № ?? «onderlinge duels» | Jamaica | 3 – 0 | Haïti |  |
| 20 juni WK-kwalificatie № ?? «onderlinge duels» |         |       |       |  |

|                                                     |         |       |                  |  |
| 18 augustus WK-kwalificatie № ?? «onderlinge duels» | Jamaica | 1 – 1 | Verenigde Staten |  |
| 18 augustus WK-kwalificatie № ?? «onderlinge duels» |         |       |                  |  |

|                                                     |         |       |        |  |
| 4 september WK-kwalificatie № ?? «onderlinge duels» | Jamaica | 1 – 2 | Panama |  |
| 4 september WK-kwalificatie № ?? «onderlinge duels» |         |       |        |  |

|                                                     |             |       |         |  |
| 8 september WK-kwalificatie № ?? «onderlinge duels» | El Salvador | 0 – 3 | Jamaica |  |
| 8 september WK-kwalificatie № ?? «onderlinge duels» |             |       |         |  |

|                                                     |         |       |           |  |
| 2 oktober Vriendschappelijk № ?? «onderlinge duels» | Jamaica | 2 – 2 | Guatemala |  |
| 2 oktober Vriendschappelijk № ?? «onderlinge duels» |         |       |           |  |

|                                                   |        |       |         |  |
| 9 oktober WK-kwalificatie № ?? «onderlinge duels» | Panama | 1 – 1 | Jamaica |  |
| 9 oktober WK-kwalificatie № ?? «onderlinge duels» |        |       |         |  |

|                                                    |         |       |             |  |
| 13 oktober WK-kwalificatie № ?? «onderlinge duels» | Jamaica | 0 – 0 | El Salvador |  |
| 13 oktober WK-kwalificatie № ?? «onderlinge duels» |         |       |             |  |

|                                                     |                  |       |         |  |
| 17 november WK-kwalificatie № ?? «onderlinge duels» | Verenigde Staten | 1 – 1 | Jamaica |  |
| 17 november WK-kwalificatie № ?? «onderlinge duels» |                  |       |         |  |

|                                                           |         |        |              |  |
| 23 november Kwalificatie Gold Cup № ?? «onderlinge duels» | Jamaica | 12 – 0 | Sint-Maarten |  |
| 23 november Kwalificatie Gold Cup № ?? «onderlinge duels» |         |        |              |  |

|                                                           |         |        |                             |  |
| 26 november Kwalificatie Gold Cup № ?? «onderlinge duels» | Jamaica | 11 – 1 | Amerikaanse Maagdeneilanden |  |
| 26 november Kwalificatie Gold Cup № ?? «onderlinge duels» |         |        |                             |  |

|                                                           |         |       |       |  |
| 28 november Kwalificatie Gold Cup № ?? «onderlinge duels» | Jamaica | 3 – 1 | Haïti |  |
| 28 november Kwalificatie Gold Cup № ?? «onderlinge duels» |         |       |       |  |

|                                                           |             |       |         |  |
| 12 december Kwalificatie Gold Cup № ?? «onderlinge duels» | Saint Lucia | 1 – 1 | Jamaica |  |
| 12 december Kwalificatie Gold Cup № ?? «onderlinge duels» |             |       |         |  |

|                                                           |         |       |             |  |
| 19 december Kwalificatie Gold Cup № ?? «onderlinge duels» | Jamaica | 2 – 1 | Saint Lucia |  |
| 19 december Kwalificatie Gold Cup № ?? «onderlinge duels» |         |       |             |  |

### 2005
|                                                         |         |       |              |  |
| 9 januari Kwalificatie Gold Cup № ?? «onderlinge duels» | Jamaica | 5 – 0 | Frans-Guyana |  |
| 9 januari Kwalificatie Gold Cup № ?? «onderlinge duels» |         |       |              |  |

|                                                          |              |       |         |  |
| 16 januari Kwalificatie Gold Cup № ?? «onderlinge duels» | Frans-Guyana | 0 – 0 | Jamaica |  |
| 16 januari Kwalificatie Gold Cup № ?? «onderlinge duels» |              |       |         |  |

|                                                 |         |       |                |  |
| 20 februari Copa Caribe № ?? «onderlinge duels» | Jamaica | 2 – 1 | Trinidad en T. |  |
| 20 februari Copa Caribe № ?? «onderlinge duels» |         |       |                |  |

|                                                 |          |       |         |  |
| 22 februari Copa Caribe № ?? «onderlinge duels» | Barbados | 0 – 1 | Jamaica |  |
| 22 februari Copa Caribe № ?? «onderlinge duels» |          |       |         |  |

|                                                 |      |       |         |  |
| 24 februari Copa Caribe № ?? «onderlinge duels» | Cuba | 0 – 1 | Jamaica |  |
| 24 februari Copa Caribe № ?? «onderlinge duels» |      |       |         |  |

|                                                    |           |       |         |  |
| 20 april Vriendschappelijk № ?? «onderlinge duels» | Guatemala | 0 – 1 | Jamaica |  |
| 20 april Vriendschappelijk № ?? «onderlinge duels» |           |       |         |  |

|                                                  |          |       |         |  |
| 4 juni Vriendschappelijk № ?? «onderlinge duels» | Honduras | 0 – 0 | Jamaica |  |
| 4 juni Vriendschappelijk № ?? «onderlinge duels» |          |       |         |  |

| CONCACAF Gold Cup |
| ----------------- |

|                                                          |         |       |           |  |
| 8 juli CONCACAF Gold Cup Groep C № ?? «onderlinge duels» | Jamaica | 4 – 3 | Guatemala |  |
| 8 juli CONCACAF Gold Cup Groep C № ?? «onderlinge duels» |         |       |           |  |

|                                                           |         |       |             |  |
| 10 juli CONCACAF Gold Cup Groep C № ?? «onderlinge duels» | Jamaica | 3 – 3 | Zuid-Afrika |  |
| 10 juli CONCACAF Gold Cup Groep C № ?? «onderlinge duels» |         |       |             |  |

|                                                           |        |       |         |  |
| 13 juli CONCACAF Gold Cup Groep C № ?? «onderlinge duels» | Mexico | 1 – 0 | Jamaica |  |
| 13 juli CONCACAF Gold Cup Groep C № ?? «onderlinge duels» |        |       |         |  |

|                                                               |                  |       |         |  |
| 16 juli CONCACAF Gold Cup Kwartfinale № ?? «onderlinge duels» | Verenigde Staten | 3 – 1 | Jamaica |  |
| 16 juli CONCACAF Gold Cup Kwartfinale № ?? «onderlinge duels» |                  |       |         |  |

|  |  |  |  |  |  |  |  |  |

|                                                     |         |       |           |  |
| 1 oktober Vriendschappelijk № ?? «onderlinge duels» | Jamaica | 2 – 1 | Guatemala |  |
| 1 oktober Vriendschappelijk № ?? «onderlinge duels» |         |       |           |  |

|                                                     |           |       |         |  |
| 9 oktober Vriendschappelijk № ?? «onderlinge duels» | Australië | 5 – 0 | Jamaica |  |
| 9 oktober Vriendschappelijk № ?? «onderlinge duels» |           |       |         |  |

### 2006
|                                                    |                  |       |         |  |
| 11 april Vriendschappelijk № ?? «onderlinge duels» | Verenigde Staten | 1 – 1 | Jamaica |  |
| 11 april Vriendschappelijk № ?? «onderlinge duels» |                  |       |         |  |

|                                                  |       |       |         |  |
| 29 mei Vriendschappelijk № ?? «onderlinge duels» | Ghana | 4 – 1 | Jamaica |  |
| 29 mei Vriendschappelijk № ?? «onderlinge duels» |       |       |         |  |

|                                                         | |       |         |                                                                                   |
| 3 juni Vriendschappelijk № «onderlinge duels» 14:00 uur | Engeland | 6 – 0 | Jamaica | Old Trafford, Manchester Toeschouwers: 70.373 Scheidsrechter: Konrad Plautz (AUT) |
| 3 juni Vriendschappelijk № «onderlinge duels» 14:00 uur | Frank Lampard 11' Jermaine Taylor 17' (e.d.) Peter Crouch 29' Michael Owen 32' Peter Crouch 66' Peter Crouch 89' |       |         | Old Trafford, Manchester Toeschouwers: 70.373 Scheidsrechter: Konrad Plautz (AUT) |

|                                                       |        |       |         |  |
| 4 september Vriendschappelijk № ?? «onderlinge duels» | Canada | 1 – 0 | Jamaica |  |
| 4 september Vriendschappelijk № ?? «onderlinge duels» |        |       |         |  |

|                                                  |         |       |             |  |
| 27 september Copa Caribe № ?? «onderlinge duels» | Jamaica | 4 – 0 | Saint Lucia |  |
| 27 september Copa Caribe № ?? «onderlinge duels» |         |       |             |  |

|                                                  |         |       |             |  |
| 29 september Copa Caribe № ?? «onderlinge duels» | Jamaica | 1 – 2 | Saint Lucia |  |
| 29 september Copa Caribe № ?? «onderlinge duels» |         |       |             |  |

|                                               |         |       |       |  |
| 1 oktober Copa Caribe № ?? «onderlinge duels» | Jamaica | 2 – 0 | Haïti |  |
| 1 oktober Copa Caribe № ?? «onderlinge duels» |         |       |       |  |

|                                                     |         |       |        |  |
| 8 oktober Vriendschappelijk № ?? «onderlinge duels» | Jamaica | 2 – 1 | Canada |  |
| 8 oktober Vriendschappelijk № ?? «onderlinge duels» |         |       |        |  |

|                                                       |         |       |      |  |
| 15 november Vriendschappelijk № ?? «onderlinge duels» | Jamaica | 1 – 1 | Peru |  |
| 15 november Vriendschappelijk № ?? «onderlinge duels» |         |       |      |  |

### 2007
|                                                           |         |                                    |             |                                                                                       |
| 22 maart Vriendschappelijk № «onderlinge duels» 18:15 uur | Jamaica | 0 – 2                              | Zwitserland | Lockhart Stadium, Fort Lauderdale Toeschouwers: 3.254 Scheidsrechter: Alex Prus (USA) |
| 22 maart Vriendschappelijk № «onderlinge duels» 18:15 uur |         | 7' Marco Streller 12' Gökhan Inler |             | Lockhart Stadium, Fort Lauderdale Toeschouwers: 3.254 Scheidsrechter: Alex Prus (USA) |

|                                                    |                   |       |                     |                                                                                    |
| 26 maart Vriendschappelijk № ?? «onderlinge duels» | Jamaica           | 1 – 1 | Panama              | Nationaal Stadion, Kingston Toeschouwers: 16.554 Scheidsrechter: Neal Brizan (T&T) |
| 26 maart Vriendschappelijk № ?? «onderlinge duels» | Luton Shelton 45' |       | 3' José Luis Garcés | Nationaal Stadion, Kingston Toeschouwers: 16.554 Scheidsrechter: Neal Brizan (T&T) |

|                                               |         |                        |       |                                                                                      |
| 5 juni Vriendschappelijk № «onderlinge duels» | Jamaica | 0 – 1                  | Chili | Nationaal Stadion, Kingston Toeschouwers: 15.000 Scheidsrechter: José Guerrero (NCA) |
| 5 juni Vriendschappelijk № «onderlinge duels» |         | 19' Juan Gonzalo Lorca |       | Nationaal Stadion, Kingston Toeschouwers: 15.000 Scheidsrechter: José Guerrero (NCA) |

|                                                   |                                             |       |                 |                                                                                    |
| 21 juni Vriendschappelijk № ?? «onderlinge duels» | Indonesië                                   | 2 – 1 | Jamaica         | Gelora Bung Karno Stadion, Jakarta Toeschouwers: onbekend Scheidsrechter: onbekend |
| 21 juni Vriendschappelijk № ?? «onderlinge duels» | Bambang Pamungkas 58' Bambang Pamungkas 90' |       | 73' Wolry Wolfe | Gelora Bung Karno Stadion, Jakarta Toeschouwers: onbekend Scheidsrechter: onbekend |

|                                                   |                                                       |       |         |                                                                       |
| 24 juni Vriendschappelijk № ?? «onderlinge duels» | Vietnam                                               | 3 – 0 | Jamaica | MyDinh Stadion, Hanoi Toeschouwers: onbekend Scheidsrechter: onbekend |
| 24 juni Vriendschappelijk № ?? «onderlinge duels» | Le Cong Vinh 8' Tran Duc Duong 66' Nguyen Anh Duc 90' |       |         | MyDinh Stadion, Hanoi Toeschouwers: onbekend Scheidsrechter: onbekend |

|                                                   |          |                                          |         | |
| 28 juni Vriendschappelijk № ?? «onderlinge duels» | Maleisië | 0 – 2                                    | Jamaica | Nationaal Stadion Bukit Jalil, Kuala Lumpur Toeschouwers: 3.000 Scheidsrechter: Ramachandran Krishnan (MAS) |
| 28 juni Vriendschappelijk № ?? «onderlinge duels» |          | 44' Christopher Harvey 45+2' Wolry Wolfe |         | Nationaal Stadion Bukit Jalil, Kuala Lumpur Toeschouwers: 3.000 Scheidsrechter: Ramachandran Krishnan (MAS) |

|                                                  | |       |                   |                                                                        |
| 2 juli Vriendschappelijk № ?? «onderlinge duels» | Iran | 8 – 1 | Jamaica           | Azadi Stadion, Teheran Toeschouwers: onbekend Scheidsrechter: onbekend |
| 2 juli Vriendschappelijk № ?? «onderlinge duels» | Javad Nekounam 1' Mehrzad Madanchi 2' Javad Nekounam 17' Vahid Hashemian 35' Mehrzad Madanchi 45' Rasoul Khatibi 81' Rasoul Khatibi 88' Reza Enayati 90' |       | 38' Fabian Taylor | Azadi Stadion, Teheran Toeschouwers: onbekend Scheidsrechter: onbekend |

|                                                       |                                                              |       |             |                                                                                          |
| 18 november Vriendschappelijk № ?? «onderlinge duels» | Jamaica                                                      | 3 – 0 | El Salvador | Nationaal Stadion, Kingston Toeschouwers: 15.000 Scheidsrechter: Alfredo Whittaker (CAY) |
| 18 november Vriendschappelijk № ?? «onderlinge duels» | Rudolph Austin 33' Ricardo Gardener 37' Ricardo Gardener 81' |       |             | Nationaal Stadion, Kingston Toeschouwers: 15.000 Scheidsrechter: Alfredo Whittaker (CAY) |

|                                                       |                                   |       |           |                                                                                          |
| 21 november Vriendschappelijk № ?? «onderlinge duels» | Jamaica                           | 2 – 0 | Guatemala | Nationaal Stadion, Kingston Toeschouwers: 11.000 Scheidsrechter: Alfredo Whittaker (CAY) |
| 21 november Vriendschappelijk № ?? «onderlinge duels» | Ricardo Fuller 10' Omar Daley 21' |       |           | Nationaal Stadion, Kingston Toeschouwers: 11.000 Scheidsrechter: Alfredo Whittaker (CAY) |

### 2008
|                                                      |         |       |            |  |
| 5 februari Vriendschappelijk № ?? «onderlinge duels» | Jamaica | 1 – 1 | Costa Rica |  |
| 5 februari Vriendschappelijk № ?? «onderlinge duels» |         |       |            |  |

|                                                    |         |       |                |  |
| 26 maart Vriendschappelijk № ?? «onderlinge duels» | Jamaica | 2 – 2 | Trinidad en T. |  |
| 26 maart Vriendschappelijk № ?? «onderlinge duels» |         |       |                |  |

|                                                  |         |       |                                |  |
| 4 juni Vriendschappelijk № ?? «onderlinge duels» | Jamaica | 5 – 1 | Saint Vincent en de Grenadines |  |
| 4 juni Vriendschappelijk № ?? «onderlinge duels» |         |       |                                |  |

|                                                  |                |       |         |  |
| 7 juni Vriendschappelijk № ?? «onderlinge duels» | Trinidad en T. | 1 – 1 | Jamaica |  |
| 7 juni Vriendschappelijk № ?? «onderlinge duels» |                |       |         |  |

|                                                   |         |       |         |  |
| 10 juni Vriendschappelijk № ?? «onderlinge duels» | Grenada | 2 – 1 | Jamaica |  |
| 10 juni Vriendschappelijk № ?? «onderlinge duels» |         |       |         |  |

|                                                 | |       |          |                                                                                         |
| 15 juni WK-kwalificatie № ?? «onderlinge duels» | Jamaica | 7 – 0 | Bahama's | Independence Park, Kingston Toeschouwers: 20.000 Scheidsrechter: Mauricio Navarro (CAN) |
| 15 juni WK-kwalificatie № ?? «onderlinge duels» | Ricardo Gardner 17' Demar Phillips 23' Marlon King 34' Luton Shelton 51' Luton Shelton 66' Ian Goodison 75' Omar Daley 89' |       |          | Independence Park, Kingston Toeschouwers: 20.000 Scheidsrechter: Mauricio Navarro (CAN) |

|                                                 |          | |         |                                                                                        |
| 18 juni WK-kwalificatie № ?? «onderlinge duels» | Bahama's | 0 – 6 | Jamaica | Trelawny Stadium, Trelawny Toeschouwers: 10.500 Scheidsrechter: Benito Archundia (MEX) |
| 18 juni WK-kwalificatie № ?? «onderlinge duels» |          | 29' Deon Burton 32' Luton Shelton 36' Luton Shelton 39' Tyrone Marshall 42' Luton Shelton 54' Deon Burton |         | Trelawny Stadium, Trelawny Toeschouwers: 10.500 Scheidsrechter: Benito Archundia (MEX) |

|                                                   |             |       |         |                        |
| 26 juli Vriendschappelijk № ?? «onderlinge duels» | El Salvador | 0 – 0 | Jamaica | Pizza Hut Park, Dallas |
| 26 juli Vriendschappelijk № ?? «onderlinge duels» |             |       |         | Pizza Hut Park, Dallas |

|                                                            |                      |       |                   |                                                                             |
| 20 augustus WK-kwalificatie № «onderlinge duels» 19:30 uur | Canada               | 1 – 1 | Jamaica           | BMO Field, Toronto Toeschouwers: 22.000 Scheidsrechter: Carlos Batres (GUA) |
| 20 augustus WK-kwalificatie № «onderlinge duels» 19:30 uur | Julian de Guzmán 47' |       | 52' Andy Williams | BMO Field, Toronto Toeschouwers: 22.000 Scheidsrechter: Carlos Batres (GUA) |

|                                                     |                                                         |       |         |                                                                                         |
| 6 september WK-kwalificatie № ?? «onderlinge duels» | Mexico                                                  | 3 – 0 | Jamaica | Aztekenstadion, Mexico-Stad Toeschouwers: 96.000 Scheidsrechter: Baldomero Toledo (USA) |
| 6 september WK-kwalificatie № ?? «onderlinge duels» | Andrés Guardado 3' Fernando Arce 33' Jonny Magallón 63' |       |         | Aztekenstadion, Mexico-Stad Toeschouwers: 96.000 Scheidsrechter: Baldomero Toledo (USA) |

|                                                      |                                   |       |         |                                                                                            |
| 10 september WK-kwalificatie № ?? «onderlinge duels» | Honduras                          | 2 – 0 | Jamaica | Estadio Olimpico, San Pedro Sula Toeschouwers: 38.000 Scheidsrechter: Roberto Moreno (PAN) |
| 10 september WK-kwalificatie № ?? «onderlinge duels» | Ramón Nuñez 65' Amado Guevara 73' |       |         | Estadio Olimpico, San Pedro Sula Toeschouwers: 38.000 Scheidsrechter: Roberto Moreno (PAN) |

|                                                    |                    |       |        |                                                                                       |
| 11 oktober WK-kwalificatie № ?? «onderlinge duels» | Jamaica            | 1 – 0 | Mexico | Independence Park, Kingston Toeschouwers: 27.000 Scheidsrechter: Walter Quesada (COR) |
| 11 oktober WK-kwalificatie № ?? «onderlinge duels» | Ricardo Fuller 34' |       |        | Independence Park, Kingston Toeschouwers: 27.000 Scheidsrechter: Walter Quesada (COR) |

|                                                    |                   |       |          |                                                                                    |
| 15 oktober WK-kwalificatie № ?? «onderlinge duels» | Jamaica           | 1 – 0 | Honduras | Independence Park, Kingston Toeschouwers: 25.000 Scheidsrechter: Neal Brizan (T&T) |
| 15 oktober WK-kwalificatie № ?? «onderlinge duels» | Luton Shelton 16' |       |          | Independence Park, Kingston Toeschouwers: 25.000 Scheidsrechter: Neal Brizan (T&T) |

|                                                      |                 |                                   |         |                                                                                              |
| 9 november Vriendschappelijk № ?? «onderlinge duels» | Kaaimaneilanden | 0 – 2                             | Jamaica | Truman Bodden Stadium, George Town Toeschouwers: 3.000 Scheidsrechter: Kenville Holder (CAY) |
| 9 november Vriendschappelijk № ?? «onderlinge duels» |                 | 42' Omar Cummings 58' Roland Dean |         | Truman Bodden Stadium, George Town Toeschouwers: 3.000 Scheidsrechter: Kenville Holder (CAY) |

|                                                            |                                                            |       |        |                                                                                     |
| 19 november WK-kwalificatie № «onderlinge duels» 20:00 uur | Jamaica                                                    | 3 – 0 | Canada | Independence Park, Kingston Toeschouwers: 28.000 Scheidsrechter: Joel Aguilar (ESA) |
| 19 november WK-kwalificatie № «onderlinge duels» 20:00 uur | Luton Shelton 28' Marlon King 58' (pen.) Omar Cummings 85' |       |        | Independence Park, Kingston Toeschouwers: 28.000 Scheidsrechter: Joel Aguilar (ESA) |

|                                                |                                             |       |                      |                                                                                       |
| 3 december Copa Caribe № ?? «onderlinge duels» | Jamaica                                     | 2 – 1 | Barbados             | Independence Park, Kingston Toeschouwers: onbekend Scheidsrechter: Joel Aguilar (ESA) |
| 3 december Copa Caribe № ?? «onderlinge duels» | Rudolph Austin 76' Luton Shelton 81' (pen.) |       | 45' Riviere Williams | Independence Park, Kingston Toeschouwers: onbekend Scheidsrechter: Joel Aguilar (ESA) |

|                                                |                                                                         |       |         |                                                                                       |
| 5 december Copa Caribe № ?? «onderlinge duels» | Jamaica                                                                 | 4 – 0 | Grenada | Jarrett Park, Montego Bay Toeschouwers: onbekend Scheidsrechter: Roberto Moreno (PAN) |
| 5 december Copa Caribe № ?? «onderlinge duels» | Eric Vernan 6' Luton Shelton 18' Andrew Williams 53' Demar Phillips 78' |       |         | Jarrett Park, Montego Bay Toeschouwers: onbekend Scheidsrechter: Roberto Moreno (PAN) |

|                                                |                 |       |                     |                                                                                          |
| 7 december Copa Caribe № ?? «onderlinge duels» | Jamaica         | 1 – 1 | Trinidad en T.      | Greenfield Stadium, Trelawny Toeschouwers: onbekend Scheidsrechter: Roberto Moreno (PAN) |
| 7 december Copa Caribe № ?? «onderlinge duels» | Eric Vernan 46' |       | 81' Errol McFarlane | Greenfield Stadium, Trelawny Toeschouwers: onbekend Scheidsrechter: Roberto Moreno (PAN) |

|                                                 |                                      |       |            |                                                                                       |
| 11 december Copa Caribe № ?? «onderlinge duels» | Jamaica                              | 2 – 0 | Guadeloupe | Independence Park, Kingston Toeschouwers: onbekend Scheidsrechter: Joel Aguilar (ESA) |
| 11 december Copa Caribe № ?? «onderlinge duels» | Oneil Thompson 11' Luton Shelton 57' |       |            | Independence Park, Kingston Toeschouwers: onbekend Scheidsrechter: Joel Aguilar (ESA) |

|                                                 |                                                   |       |         |                                                                                      |
| 14 december Copa Caribe № ?? «onderlinge duels» | Jamaica                                           | 2 – 0 | Grenada | Independence Park, Kingston Toeschouwers: onbekend Scheidsrechter: Neal Brizan (T&T) |
| 14 december Copa Caribe № ?? «onderlinge duels» | Luton Shelton 16' (pen.) Luton Shelton 71' (pen.) |       |         | Independence Park, Kingston Toeschouwers: onbekend Scheidsrechter: Neal Brizan (T&T) |

### 2009
|                                                                 |         |       |         |                                                                              |
| 11 februari Vriendschappelijk № ?? «onderlinge duels» 20:45 uur | Jamaica | 0 – 0 | Nigeria | Oakwell Ground, Barnsley Toeschouwers: 5.000 Scheidsrechter: Mike Dean (ENG) |
| 11 februari Vriendschappelijk № ?? «onderlinge duels» 20:45 uur |         |       |         | Oakwell Ground, Barnsley Toeschouwers: 5.000 Scheidsrechter: Mike Dean (ENG) |

|                                                  |                                         |       |                                               |                                                                                             |
| 23 mei Vriendschappelijk № ?? «onderlinge duels» | Jamaica                                 | 2 – 2 | Haïti                                         | Lockhart Stadium, Fort Lauderdale Toeschouwers: onbekend Scheidsrechter: Jair Marrufo (USA) |
| 23 mei Vriendschappelijk № ?? «onderlinge duels» | Nicholas Addlery 25' Damion Stewart 88' |       | 40' Jean-Robens Jerome 65' Leonel Saint-Preux | Lockhart Stadium, Fort Lauderdale Toeschouwers: onbekend Scheidsrechter: Jair Marrufo (USA) |

|                                                  |             |       |         |                                                                                       |
| 30 mei Vriendschappelijk № ?? «onderlinge duels» | El Salvador | 0 – 0 | Jamaica | RFK Stadium, Washington D.C. Toeschouwers: 30.000 Scheidsrechter: Mark Kadlecik (USA) |
| 30 mei Vriendschappelijk № ?? «onderlinge duels» |             |       |         | RFK Stadium, Washington D.C. Toeschouwers: 30.000 Scheidsrechter: Mark Kadlecik (USA) |

|                                                  |                                                         |       |                                |                                                                                            |
| 7 juni Vriendschappelijk № ?? «onderlinge duels» | Jamaica                                                 | 3 – 2 | Panama                         | Nationaal Stadion, Kingston Toeschouwers: onbekend Scheidsrechter: Alfredo Whittaker (CAY) |
| 7 juni Vriendschappelijk № ?? «onderlinge duels» | Jermaine Johnson 44' Devon Hodges 50' Keammar Daley 90' |       | 12' Blas Pérez 81' Luis Tejada | Nationaal Stadion, Kingston Toeschouwers: onbekend Scheidsrechter: Alfredo Whittaker (CAY) |

|                                                   |                          |       |                                                                       |                                                                                                 |
| 28 juni Vriendschappelijk № ?? «onderlinge duels» | Kaaimaneilanden          | 1 – 4 | Jamaica                                                               | Truman Bodden Stadium, George Town Toeschouwers: onbekend Scheidsrechter: Kenville Holder (CAY) |
| 28 juni Vriendschappelijk № ?? «onderlinge duels» | doelpuntenmaker onbekend |       | 22' Brian Bayliss 43' Rafe Wolfe 68' Keammar Daley 82' Jason Morrison | Truman Bodden Stadium, George Town Toeschouwers: onbekend Scheidsrechter: Kenville Holder (CAY) |

| CONCACAF Gold Cup |
| ----------------- |

|                                                                        |               |       |         |                                                                                       |
| 3 juli CONCACAF Gold Cup Groep A № ?? «onderlinge duels» 17:00 uur PDT | Canada        | 1 – 0 | Jamaica | The Home Depot Center, Carson Toeschouwers: 27.000 Scheidsrechter: Terry Vaughn (USA) |
| 3 juli CONCACAF Gold Cup Groep A № ?? «onderlinge duels» 17:00 uur PDT | Ali Gerba 75' |       |         | The Home Depot Center, Carson Toeschouwers: 27.000 Scheidsrechter: Terry Vaughn (USA) |

|                                                                        |         |                  |            |                                                                                        |
| 7 juli CONCACAF Gold Cup Groep A № ?? «onderlinge duels» 19:00 uur EDT | Jamaica | 0 – 1            | Costa Rica | Columbus Crew Stadium, Columbus Toeschouwers: 7.059 Scheidsrechter: Jair Marrufo (USA) |
| 7 juli CONCACAF Gold Cup Groep A № ?? «onderlinge duels» 19:00 uur EDT |         | 64' Celso Borges |            | Columbus Crew Stadium, Columbus Toeschouwers: 7.059 Scheidsrechter: Jair Marrufo (USA) |

|                                                                         |             |                   |         |                                                                                   |
| 10 juli CONCACAF Gold Cup Groep A № ?? «onderlinge duels» 21:00 uur EDT | El Salvador | 0 – 1             | Jamaica | FIU Stadium, Miami Toeschouwers: 17.269 Scheidsrechter: Geoffrey Hospedales (TRI) |
| 10 juli CONCACAF Gold Cup Groep A № ?? «onderlinge duels» 21:00 uur EDT |             | 69' Omar Cummings |         | FIU Stadium, Miami Toeschouwers: 17.269 Scheidsrechter: Geoffrey Hospedales (TRI) |

|  |  |  |  |  |  |  |  |  |

|                                                              |         |       |         |                                                                                           |
| 12 augustus Vriendschappelijk № «onderlinge duels» 20:40 uur | Ecuador | 0 – 0 | Jamaica | Giants Stadium, East Rutherford Toeschouwers: onbekend Scheidsrechter: Jair Marrufo (USA) |
| 12 augustus Vriendschappelijk № «onderlinge duels» 20:40 uur |         |       |         | Giants Stadium, East Rutherford Toeschouwers: onbekend Scheidsrechter: Jair Marrufo (USA) |

|                                                    |                      |                  |         |                                                                                 |
| 16 augustus Vriendschappelijk № «onderlinge duels» | Saint Kitts en Nevis | 0 – 1            | Jamaica | Warner Park, Basseterre Toeschouwers: 5.000 Scheidsrechter: Bryan Willett (ANT) |
| 16 augustus Vriendschappelijk № «onderlinge duels» |                      | 55' Devon Hodges |         | Warner Park, Basseterre Toeschouwers: 5.000 Scheidsrechter: Bryan Willett (ANT) |

|                                                    |             |       |         |                                                                                                 |
| 17 november Vriendschappelijk № «onderlinge duels» | Zuid-Afrika | 0 – 0 | Jamaica | Vrystaatstadion, Bloemfontein Toeschouwers: 43.000 Scheidsrechter: Hubert Andriamiharisoa (MAD) |
| 17 november Vriendschappelijk № «onderlinge duels» |             |       |         | Vrystaatstadion, Bloemfontein Toeschouwers: 43.000 Scheidsrechter: Hubert Andriamiharisoa (MAD) |

JFF · A-internationals · Bondscoaches · Selecties · Statistieken · Jamaicaans vrouwenelftal · Olympisch elftal · Jamaica U21 · Jamaica U19 · Jamaica U17
1920 – 1959 · 
1960 – 1969 · 
1970 – 1979 · 
1980 – 1989 · 
1990 – 1999 · 
2000 – 2009 · 
2010 – 2019 · 
2020 – 2029
Gold Cup 1991 · 
Gold Cup 1993 · 
Gold Cup 1998 · 
Gold Cup 2000 · 
Gold Cup 2003 · 
Gold Cup 2005 · 
Gold Cup 2009 · 
Gold Cup 2011 · 
Gold Cup 2015
Copa América 2015
WK 1998
1925 · 
1926 · 
1927–1929 · 
1930 · 
1931 · 
1932 · 
1933–1934 · 
1935 · 
1936 · 
1937 · 
1938 · 
1939–1946 · 
1947 · 
1948 · 
1949 · 
1950 · 
1951 · 
1952 · 
1953 · 
1954–1956 · 
1957 · 
1958 · 
1959 · 
1960 · 
1961 · 
1962 · 
1963 · 
1964 · 
1965 · 
1966 · 
1967 · 
1968 · 
1969 · 
1970 · 
1971 · 
1972 · 
1973 · 
1974 · 
1975 · 
1976 · 
1977 · 
1978 · 
1979 · 
1980 · 
1981 · 
1982 · 
1983 · 
1984 · 
1985 · 
1986 · 
1987 · 
1988 · 
1989 · 
1990 · 
1991 · 
1992 · 
1993 · 
1994 · 
1995 · 
1996 · 
1997 · 
1998 · 
1999 · 
2000 · 
2001 · 
2002 · 
2003 · 
2004 · 
2005 · 
2006 · 
2007 · 
2008 · 
2009 · 
2010 · 
2011 · 
2012 · 
2013 · 
2014 · 
2015 · 
2016 ·
2017 ·
2018 ·
2019 ·
2020 ·
2021 ·
2022 ·
2023 ·
2024
Amerikaanse Maagdeneilanden ·
Antigua en Barbuda ·
Argentinië ·
Aruba ·
Australië ·
Bahama's ·
Barbados ·
Bermuda ·
Bolivia ·
Brazilië ·
Britse Maagdeneilanden ·
Bulgarije ·
Canada ·
Chili ·
China ·
Colombia ·
Costa Rica ·
Cuba ·
Curaçao ·
Dominica ·
Dominicaanse Republiek ·
Ecuador ·
Egypte ·
El Salvador ·
Engeland ·
Frankrijk ·
Ghana ·
Grenada ·
Guatemala ·
Guyana ·
Haïti ·
Honduras ·
Ierland ·
India ·
Indonesië ·
Iran ·
Japan ·
Jordanië ·
Kaaimaneilanden ·
Kameroen ·
Kroatië ·
Maleisië ·
Marokko ·
Mexico ·
Nederlandse Antillen ·
Nicaragua ·
Nieuw-Zeeland ·
Nigeria ·
Noord-Macedonië ·
Noorwegen ·
Panama ·
Paraguay ·
Peru ·
Puerto Rico ·
Qatar ·
Saint Kitts en Nevis ·
Saint Lucia ·
Saint Vincent en de Grenadines ·
Saoedi-Arabië ·
Servië ·
Suriname ·
Trinidad en Tobago ·
Uruguay ·
Venezuela ·
Verenigde Staten ·
Vietnam ·
Wales ·
Zambia ·
Zuid-Afrika ·
Zuid-Korea ·
Zweden ·
Zwitserland
AFC-zone: Afghanistan · Australië · Bahrein · Bangladesh · Bhutan · Brunei · Cambodja · China · Filipijnen · Guam · Hongkong · India · Indonesië · Iran · Irak · Japan · Jemen · Jordanië · Koeweit · Kirgizië · Laos · Libanon · Macau · Maleisië · Maldiven · Mongolië · Myanmar · Nepal · Noord-Korea · Oezbekistan · Oman · Oost-Timor · Pakistan · Palestina · Qatar · Saoedi-Arabië · Singapore · Sri Lanka · Syrië · Tadzjikistan · Taiwan · Thailand · Turkmenistan · Verenigde Arabische Emiraten · Vietnam · Zuid-Korea

CAF-zone: Algerije · Angola · Benin · Botswana · Burkina Faso · Burundi · Centraal-Afrikaanse Republiek · Comoren · Congo-Brazzaville · Congo-Kinshasa · Djibouti · Egypte · Equatoriaal-Guinea · Eritrea · Ethiopië · Gabon · Gambia · Ghana · Guinee · Guinee-Bissau · Ivoorkust · Kaapverdië · Kameroen · Kenia · Lesotho · Liberia · Libië · Madagaskar · Malawi · Mali  ·Mauritanië · Mauritius · Marokko · Mozambique · Namibië · Niger · Nigeria · Oeganda · Rwanda · Sao Tomé en Principe · Senegal · Seychellen · Sierra Leone · Soedan · Somalië · Swaziland · Tanzania · Togo · Tsjaad · Tunesië · Zambia · Zimbabwe · Zuid-Afrika

CONCACAF-zone: Amerikaanse Maagdeneilanden · Anguilla · Antigua en Barbuda · Aruba · Bahama's · Barbados · Belize · Bermuda · Britse Maagdeneilanden · Canada · Kaaimaneilanden · Costa Rica · Cuba · Dominica · Dominicaanse Republiek · El Salvador · Frans Guyana · Grenada · Guadeloupe · Guatemala · Guyana · Haïti · Honduras · Jamaica · Martinique · Mexico · Montserrat · 
Nicaragua · Panama · Puerto Rico · Saint Kitts en Nevis · Saint Lucia · Saint Vincent en de Grenadines · Sint Maarten · Suriname · Trinidad en Tobago · Turks- en Caicoseilanden · Verenigde Staten

CONMEBOL-zone: Argentinië · Bolivia · Brazilië · Chili · Colombia · Ecuador · Paraguay · Peru · Uruguay · Venezuela

OFC-zone: Amerikaans-Samoa · Cookeilanden · Fiji · Nieuw-Caledonië · Nieuw-Zeeland · Papoea-Nieuw-Guinea · Samoa · Salomoneilanden · Tahiti · Tonga · Vanuatu

UEFA-zone: Albanië · Andorra · Armenië · Azerbeidzjan · België · Bosnië en Herzegovina · Bulgarije · Cyprus · Denemarken · Duitsland · Engeland · Estland · Faeröer · Finland · Frankrijk · Georgië · Griekenland · Hongarije · IJsland · Ierland · Israël · Italië · Kazachstan · Kroatië · Letland · Liechtenstein · Litouwen · Luxemburg · Macedonië · Malta · Moldavië · Montenegro · Nederland · Noord-Ierland · Noorwegen · Oekraïne · Oostenrijk · Polen · Portugal · Roemenië · Rusland · San Marino · Schotland · Servië · Servië en Montenegro · Slovenië · Slowakije · Spanje · Tsjechië · Turkije · Wales · Wit-Rusland · Zweden · Zwitserland